# Бріксдальсбреен
Бріксда́льсбреен або льодовик Бріксда́л (норв. Briksdalsbreen) — західний язик одного з найбільших льодовиків Європи, льодовика Йостедал (норв. Jostedalsbreen).
Розташований у Скандинавських горах у Норвегії, у фюльке Согн-ог-Ф'юране, у комуні Стрюн, на північ від Согнефіорду, у національному парку Йостедалсбреен.